# Douwe Bob
Douwe Bob Posthuma, meglio conosciuto come Douwe Bob (Amsterdam, 12 dicembre 1992), è un cantautore, musicista e chitarrista olandese, rappresentante dei Paesi Bassi all'Eurovision Song Contest 2016.

## Biografia
Nasce ad Amsterdam il 12 dicembre 1992, è figlio di Simon Posthuma, membro dei The Fool, collettivo artistico olandese molto conosciuto in patria. Ha cominciato a suonare il pianoforte all'età di 6 anni, mentre a 14 anni ha cominciato a prendere lezioni di chitarra. Come cantante ha dichiarato di ispirarsi alla musica folk, pop e country degli anni '50 e settanta.

## Carriera

### 2012–13:De beste singer-songwriter van NederlandeBorn In a Storm
Nel 2012 partecipa al talent olandese De beste singer-songwriter van Nederland (in italiano Il miglior cantautore dei Paesi Bassi), riuscendo a vincere la finale e a raggiungere il 17º posto nella Dutch Top 40 con la sua canzone "Multicoloured Angels". Born In a Storm, il suo album di debutto, è uscito il 3 maggio 2013. La maggior parte delle canzoni presenti nell'album sono state scritte durante una vacanza in Marocco insieme al suo amico e cantante Matthijs van Duijvenbode. Nel giugno del 2013 ha cantato al Pinkpop Festival.

### 2015:Pass It On
Nel gennaio del 2015 pubblica in collaborazione con Anouk il singolo "Hold Me" e nel febbraio dello stesso anno annuncia il suo nuovo album Pass It On, pubblicato il 15 maggio dalla Universal Records.

### 2015-2016: Eurovision Song Contest
Il 22 settembre 2015 viene annunciata la sua partecipazione all'Eurovision Song Contest 2016 a Stoccolma in rappresentanza dei Paesi Bassi con la canzone Slow Down, che anticipa il suo terzo album Fool Bar.

## Vita privata
Il 10 marzo 2016, in un'intervista ad OutTV, Douwe Bob ha rivelato di essere bisessuale.

## Discografia

### Album
| Album           | Posizione massima | Note                                                                              |
| Album           | Paesi Bassi       | Note                                                                              |
| --------------- | ----------------- | --------------------------------------------------------------------------------- |
| Born in a Storm | 7                 | Pubblicato il 3 maggio 2013 in digital download e in CD da Rodeomedia.nl          |
| Pass It On      | 1                 | Pubblicato il 15 maggio 2015 in digital download e in CD da Universal Music Group |
| Fool Bar        | 2                 | Pubblicato il 6 maggio 2016 in digital download e in CD da Universal Music Group  |

### Singoli
| 2012                                                              | Multicoloured Angels   | 4  | Born in a Storm |
| 2013                                                              | Blind Man's Bluff      | —  | Born in a Storm |
| 2013                                                              | Stone Into the River   | 78 | Born in a Storm |
| 2014                                                              | You Don't Have to Stay | —  | Born in a Storm |
| 2015                                                              | Hold Me (con Anouk)    | 2  | Pass It On      |
| 2016                                                              | Slow Down              | 5  | Fool Bar        |
| Il simbolo "—" indica che il singolo non è entrato in classifica. |                        |    |                 |